# 吴艳刚
吴艳刚（1967年3月—），男，达斡尔族，黑龙江富裕人，中华人民共和国政治人物。现任内蒙古自治区人大常委会副主任，中共内蒙古自治区党委巡视六组组长。